# Béning-lès-Saint-Avold
 Béning-lès-Saint-Avold  es una población y comuna francesa, en la región de Lorena, departamento de Mosela, en el distrito de Forbach y cantón de Freyming-Merlebach.

## Demografía
| 1257 | 1203 | 1328 | 1368 | 1256 | 1231 |
| Para los censos de 1962 a 1999 la población legal corresponde a la población sin duplicidades (Fuente: INSEE [Consultar]) |      |      |      |      |      |